# Canariola willemsei
Canariola willemsei is een rechtvleugelig insect uit de familie sabelsprinkhanen (Tettigoniidae). De wetenschappelijke naam van deze soort is voor het eerst geldig gepubliceerd in 1959 door Morales-Agacino.
1. ↑  (en) Canariola willemsei op de IUCN Red List of Threatened Species.